# Дудников, Александр Николаевич
Алекса́ндр Никола́евич Ду́дников (род. 19 марта 1955, п. Лесная Волчанка, Карпинский горсовет, Свердловская область, РСФСР, СССР) — железнодорожный строитель, депутат Государственного Собрания (Ил Тумэн) Республики Саха (Якутия). Заслуженный строитель Российской Федерации.
Известен как человек, внесший важный вклад в строительство Амуро-Якутской железнодорожной магистрали: руководил небольшим отрядом строителей, который, несмотря на все трудности в стране, привёл железную дорогу в Алдан в 1992 году и в Томмот в 1997 году. Как руководитель корпорации «Трансстрой-Восток», был фактическим директором строительства участка Томмот — Нижний Бестях в 2006—2015 годах.

## Биография
Родился 19 марта 1955 года в посёлке Лесная Волчанка Карпинского горсовета Свердловской области.
В 1977 году окончил Уральский электромеханический институт инженеров железнодорожного транспорта с квалификацией «инженер путей сообщения — строитель», а в 2008 году — Академию народного хозяйства при Правительстве РФ (факультет — национальная экономика, специальность — экономист).
Трудовой путь начал в 1977 г. бригадиром по отсыпке земполотна Мехколонны-158 треста «Бамстроймеханизация». Через месяц был переведён на должность мастера, а в 1979 г. — прораба. С 1980 г. числится старшим прорабом, а в 1983 г. назначен главным инженером Мехколонны-158. В 1985 году возглавил Мехколонну-154. В качестве руководителя Мехколонн № 158 и № 154 треста «Бамстроймеханизация» трудился на объектах линии БАМ — Тында — Беркакит, объектах Южно-Якутского угольного комплекса, затем на объектах большого БАМа. Проводил передислокацию подразделений в необжитую тайгу, создавая на новом месте производственную и социальную инфраструктуры с чистого листа.
В 1988 году переведён в Алданский райком КПСС инструктором отдела агитации и пропаганды. Также занимал должности заведующего промышленным отделом и второго секретаря райкома. В годы перестройки (1991—1995 гг.) работал начальником строительно-монтажного поезда № 574 треста «Тындатрансстрой». Продолжал строительство железнодорожной линии Беркакит — Томмот — Якутск, в 1992 году привёл железную дорогу в Алдан, а в 1997 г. — в Томмот. На протяжении двух лет, с 1995 по 1997 гг. работал представителем Президента РС (Я) по Алданскому району. С 1997 по 2001 г. возглавлял строительную компанию «Сахатрансстрой» в качестве генерального директора, вице-президента корпорации «Трансстрой». С 2001 г. занимает должность первого заместителя директора — начальника опергруппы в г. Тында ООО «Балтийская строительная компания — Восток». В апреле 2002 г. назначен первым заместителем министра транспорта, связи и информатизации РС (Я), а 31 июля 2002 г. возглавил первое в новейшей истории России акционерное общество на железнодорожном транспорте ОАО АК «Железные дороги Якутии». С марта 2005 года является заместителем генерального директора, директором Якутского филиала ЗАО «Инжиниринговая корпорация „Трансстрой“», а начиная с 2008 года осуществляет оперативное руководство строительством подъездного пути к Эльгинскому месторождению углей. С сентября 2008 года на основании Соглашения между ООО "Проектно-строительная компания «Трансстрой» и Президентом РС (Я) Вячеславом Анатольевичем Штыровым на территории республики создаётся новая строительная организация ООО «Корпорация „Трансстрой-Восток“», которую Александр Николаевич возглавляет в должности генерального директора.
Под руководством А. Н. Дудникова введён в эксплуатацию железнодорожный участок Беркакит — Томмот, возведены железнодорожный мост через реку Алдан и железнодорожные вокзалы в городах Алдан и Томмот, начиная с 2004 года открыто пассажирское движение. Отмечен рост перевозки народно-хозяйственных грузов для РС (Я) с 400 тыс. тонн до 2 млн т. По его предложению в 2005 году на базе Алданского политехникума открыто транспортное отделение, где студенты получают специальности «строительство пути и путевое хозяйство» и «техническая эксплуатация подвижного состава». В 2006 году осуществлена его идея по возрождению движения студенческих строительных отрядов республики. По итогам первого трудового сезона стройотрядов Якутскому филиалу ЗАО «ИК „Трансстрой“» вручено благодарственное письмо Правительства РС (Я) и кубок «Лучшее предприятие-работодатель». В 2007 году Министерство по молодёжной политике РС (Я) и администрация Алданского района поддержали инициативу Дудникова по подготовке рабочих специальностей и организации направления граждан, призываемых из Якутии на военную службу в железнодорожные войска городов Хабаровска и Свободный Амурской области.
Филиал, во главе которого стоит Александр Николаевич Дудников, реализует программу помощи различным детским учреждениям, оказывает содействие творческим коллективам района — государственному концертному оркестру Якутии, народным хорам и ансамблям, театру юного зрителя. Ведущее место в социальной политике компании отведено спортивным проектам, благодаря которым содержатся футбольный и хоккейный клуб, функционируют футбольные команды — детская и ветеранов, начато строительство хоккейного корта и спортивно-оздоровительного комплекса в посёлке Солнечный, спонсируются выездные чемпионаты по вольной борьбе, самбо, пауэрлифтингу, футболу.
Народный депутат Государственного Собрания (Ил Тумэн) РС (Я) III, IV и V созыва. Член комитетов: — по бюджету, финансам, налоговой и ценовой политике, вопросам собственности и приватизации; — по экономической, инвестиционной и промышленной политике, предпринимательству и туризму; — по здравоохранению, социальной защите, труду и занятости. Председатель Некоммерческого партнерства «Транспортный союз РС (Я)».

## Награды и звания
- Федеральные награды и звания:

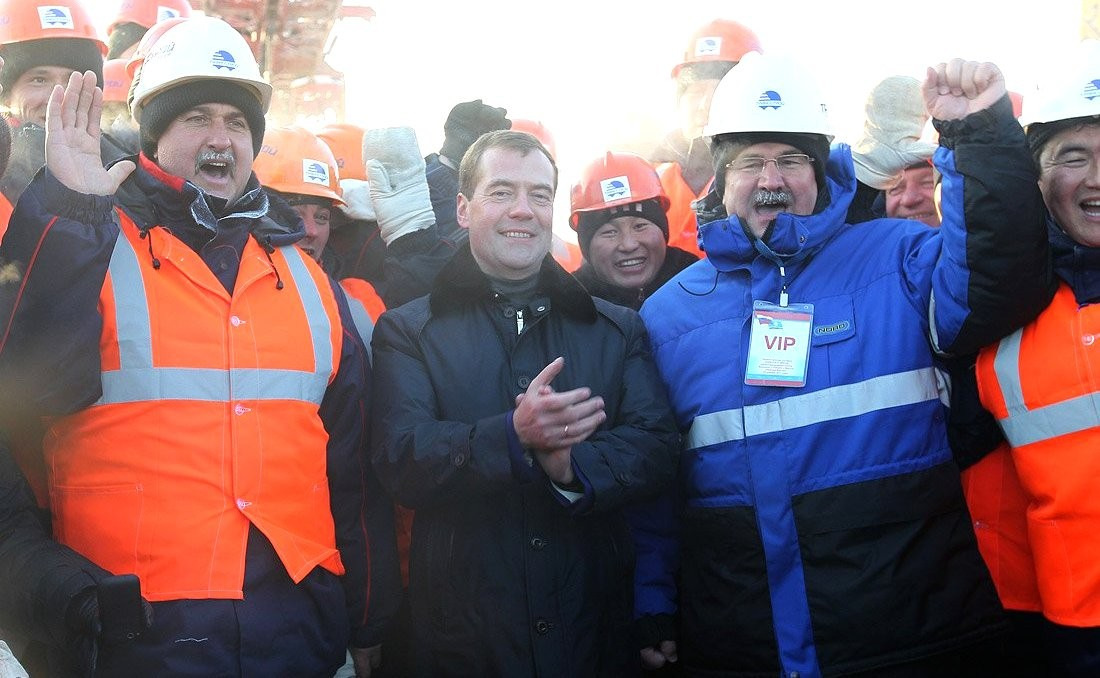
Дудников А. Н. (по левую руку от Д. А. Медведева)

  - Медаль «За строительство Байкало-Амурской магистрали» (1981 г.)
  - Медаль «XXX лет Байкало-Амурской магистрали»
  - «Заслуженный строитель РФ»
  - «Почётный транспортный строитель РФ»
  - «Почётный железнодорожник РФ»
  - «Доктор транспорта», академик Академии Транспорта
  - Почётная грамота Министерства регионального развития Российской Федерации
- Республиканские награды и звания:
  - Орден «Полярная звезда»
  - «Заслуженный работник народного хозяйства РС (Я)» (2008 г.)
  - Знак отличия «Гражданская доблесть РС (Я)»
  - За бескорыстный вклад и поддержку благотворительного движения занесён в «Золотую книгу меценатов и попечителей республики Саха (Якутия)», в «Золотую летопись славных дел г. Алдана». Признан «Лучшим меценатом» Алданского района по итогам 2007 г.
  - Награждён орденом «Святителя Иннокентия» в 2009 г.
  - Решением Алданского районного Собрания от 10 марта 2004 г. за достойный и реальный вклад в развитие района и в связи с 50-летием со дня рождения, ему присвоено звание «Почётный гражданин Алданского района».